# Ultimo (chanteur)
Pour les articles homonymes, voir Ultimo (homonymie).
Niccolò Moriconi, dit Ultimo, né  à Rome le 27 janvier 1996, est un auteur-compositeur-interprète italien connu principalement pour sa victoire au Festival de Sanremo 2018 dans la catégorie Nuove Proposte avec sa chanson Il ballo delle incertezze. Par la suite, il participe de nouveau au festival, cette fois dans la catégorie Campioni, atteignant la deuxième place en 2019 avec sa chanson I tuoi particolari et la quatrième place en 2023 avec sa chanson  Alba.
En novembre 2024, Ultimo totalise six albums et 27 singles et a reçu un total de 84 disques de platine et 18 disques d'or, soit 6 700 000 copies certifiées FIMI. Ses certifications les plus hautes sont : pour les albums, deux sextuples disques de platine pour Peter Pan et Colpa delle favole et pour les singles, le quintuple disque de platine, obtenu pour Piccola stella. Cinq de ses six albums atteignent la première place du classement hit-parade de la Federazione Industria Musicale Italiana (FIMI). Son troisième album, Colpa delle favole, est l'album le plus vendu d'Italie en 2019.

## Biographie

### Débuts
Niccolò Moriconi naît à Rome le 27 janvier 1996 dans le quartier de San Basilio. Fils de Sandro Moriconi, ingénieur civil, et d'Anna Sanseverino, employée de l'Enel,, il est le plus jeune de sa fratrie après ses deux frères Lorenzo et Valerio. Dès l'âge de 8 ans, il étudie le piano et la composition au conservatoire Sainte-Cécile. Il commence à écrire et composer ses propres chansons à 14 ans. En 2010, il commence à fréquenter la Melody Music School, où il étudie le piano et le chant. Il sera ensuite produit par la société Melody Studio Recording. En 2013, il remporte la troisième édition du concours Una voce per il Sud avec sa chanson Regalami un sorriso, dédiée aux enfants du service oncologique de l'hôpital pédiatrique Bambino Gesù de Rome. La même année, lors d'un concert caritatif, il interprète une deuxième chanson originale : Amo te.
Le 16 mai 2014, il publie son premier single, Una canzone che sogna. Moriconi essaie ensuite de participer au Festival de Sanremo 2015 avec sa chanson Diamante nel cielo, dédiée à un ami mort dans un accident de la route, mais le titre n'est pas retenu. Il sort sous forme de single le 6 février 2015. Le 16 avril de la même année sort Un uomo migliore, en collaboration avec Giancarlo Giannini. En juillet, lors d'un concert pour l'autisme, il interprète sa chanson Il bambino con le scarpe viola. Entre-temps, à partir de 2012, il s'inscrit aux castings de divers télé-crochets : Amici, X Factor et Sanremo Giovani. Il est écarté par trois fois par le premier et à deux reprises par les deux autres,,. À la même période, il commence à se produire sur la scène de clubs romains, principalement dans le quartier de San Lorenzo, en compagnie d'autres chanteurs comme Tommaso Paradiso et Motta. Les 7 et 16 mai 2016, il publie sur sa chaîne YouTube les chansons Fragile et Ritrova i tuoi passi.

### Le premier album:Pianeti(2017)
Le 28 mai 2016, utilisant pour la première fois le nom de scène Ultimo, il remporte le One Shot Game, un concours de hip-hop tenu à Milan et organisé par le label indépendant Honiro Label, qui commence alors à le produire,. Le chanteur se produit ensuite en première partie du concert de Fabrizio Moro au PalaLottomatica, à Rome, le 26 mai 2017. Le 8 juillet de la même année, il se produit avec Shiva au marché Testaccio de Rome à l'occasion de l'Open Day dédié au film La Planète des singes : Suprématie. Le 16 septembre suivant, il se produit au musée d'art contemporain de Rome à l'occasion de l'Honiro Label Party,.
En 2017, le chanteur sort plusieurs singles. Le 10 mars sort Chiave, suivi le 26 mai par Ovunque tu sia et le 21 juillet par Sabbia. Le 6 octobre, Ultimo sort son premier album, Pianeti, ainsi que le single du même nom. L'album débute à la seconde position du classement iTunes et en 47e position au classement hebdomadaire de la FIMI. Ce n'est qu'en 2019 que l'album atteindra son pic, arrivant à la 5e place de ce classement. Entre-temps est également publiée, le 26 juin, sur la chaîne YouTube d'Honiro, la vidéo live de la chanson Sogni Appesi. Bien que n'étant pas considérée comme un single, l'artiste qualifiera par la suite le titre de « chanson la plus importante que j'aie écrite ». Enfin, le 6 novembre sort le dernier single de l'album : Stasera.

### Sanremo etPeter Pan(2017-2018)

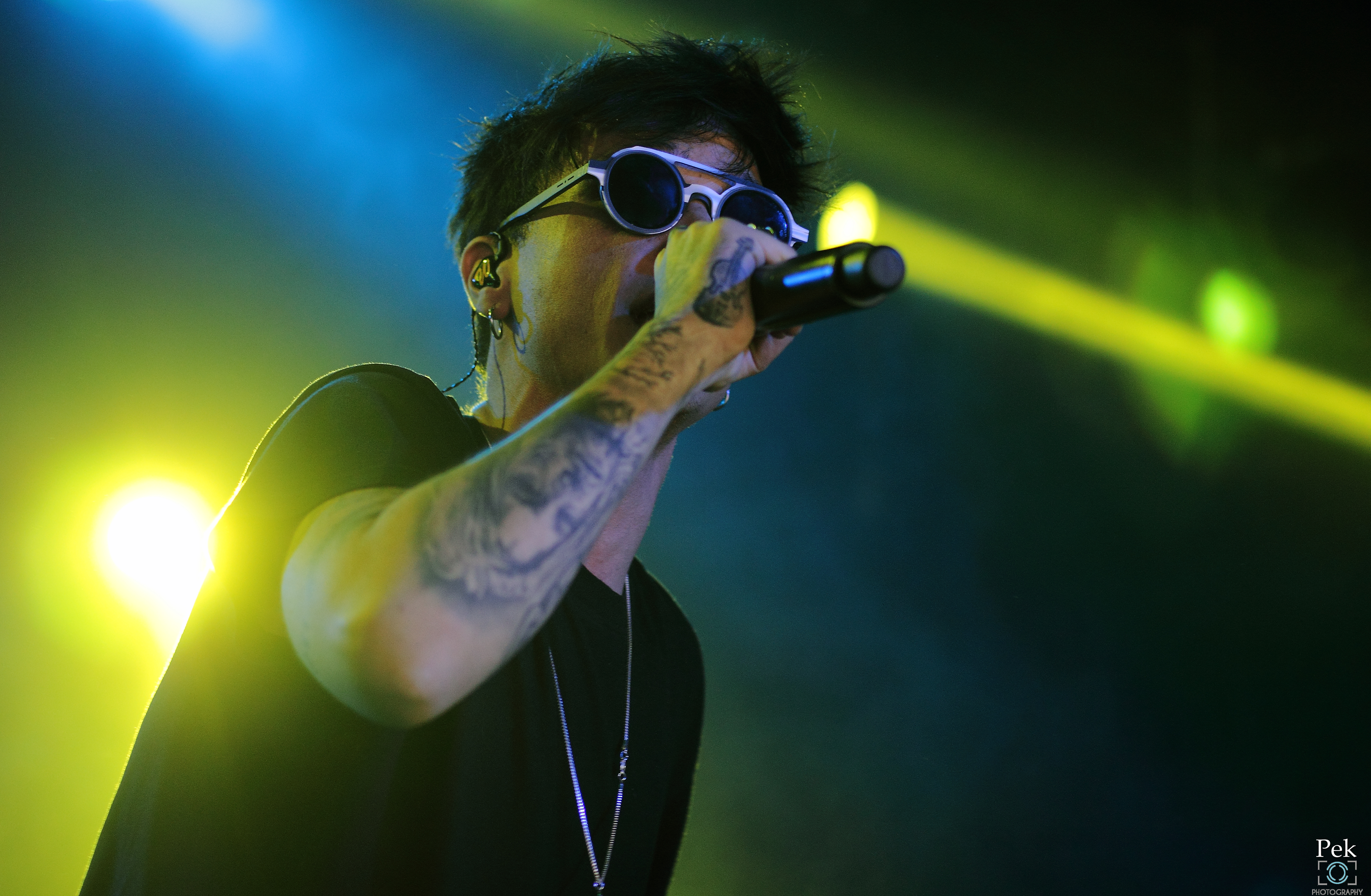
Ultimo lors de son concert au Théâtre Quirinetta de Rome le 20 janvier 2018.

Le 15 décembre 2017, Ultimo participe à Sarà Sanremo, avec sa chanson Il ballo delle incertezze. Il y remporte le télévote et fait partie des artistes qualifiés pour le Festival de Sanremo 2018 dans la catégorie Nuove Proposte,,. Le 9 février 2018, il remporte la compétition dans sa catégorie au festival et reçoit le prix Lunezia pour « la valeur musico-littéraire de la chanson, catégorie Nuove Proposte ». Le même jour sort le deuxième album du chanteur : Peter Pan qui débute au classement FIMI en 4e position,. L'album atteindra la première place du classement un an après sa publication,.
Dans l'intervalle, les 19 et 20 janvier 2018 ont lieu les deux premiers concerts à guichets fermés du chanteur, ayant lieu respectivement au Santeria Social Club de Milan et au Quirinetta de Rome. Il collabore également avec Sercho sur le single Tenebre, sorti en janvier 2018 et avec le rappeur Mostro, pour la version acoustique de E fumo ancora, publiée en mai.
Le 12 mars 2018, il reçoit son premier disque d'or (en single) pour Il ballo delle incertezze,, puis, le 23 avril, son premier disque d'or (en album) pour Peter Pan,. Le 20 avril sort sa collaboration avec Fabrizio Moro L'eternità (il mio quartiere), une réadaptation de L'eternità — chanson de l'album L'inizio de Fabrizio Moro, sorti en 2013 —. Le 4 mai, Ultimo débute, à Bologne, le Peter Pan Live Tour, tournée de concerts parmi les principales villes italiennes pour promouvoir l'album éponyme. L'ensemble de la tournée a lieu à guichets fermés, ce qui pousse à l'ajout de nouvelles dates en octobre et novembre,,. En parallèle, le 25 mai est publié le deuxième single de l'album, Poesia senza veli. Le 16 juin 2018, il est invité au concert de Fabrizio Moro au stade olympique de Rome.
Deux nouveaux singles et les vidéoclips associés sont publiés par la suite. Le premier, Cascare nei tuoi occhi, dont le clip est réalisé à Shanghai, sort le 14 septembre. Le second, Ti dedico il silenzio, dont le clip est constitué de prises de vues du Peter Pan Live Tour, sort le 14 décembre. En octobre 2018, le chanteur annonce sa tournée suivante, le Colpa delle favole Tour, tournée des principaux stades italiens, qui comprend une date au stade olympique de Rome. À la fin de l'année 2018, TIMmusic annonce qu'Ultimo est l'artiste le plus écouté de l'année de la plateforme. L'album Peter Pan est certifié double disque de platine le 14 janvier 2019 après avoir dépassé les 100 000 copies vendues.

### Le retour à Sanremo etColpa delle favole(2019)
Après avoir remporté la section Nuove Proposte du Festival de Sanremo en 2018, Ultimo fait son retour au festival lors de l'édition 2019, avec sa chanson I tuoi particolari, avec laquelle il se classe 2e, devancé seulement par Mahmood, et reçoit le prix TIMmusic pour la chanson la plus écoutée en streaming. Le 16 février 2019, la radio RTL 102.5 lui remet le prix « Finalmente Sanremo » pour I tuoi particolari, désignée par les auditeurs comme la meilleure chanson radiophonique du festival. Deux jours plus tard, le titre est certifié disque d'or par la FIMI, ayant atteint les 25 000 copies vendues. Le 22 février est publié le single Fateme cantà, première chanson d'Ultimo dont le texte est intégralement en dialecte romanesco. Invité aux concerts d'Antonello Venditti des 8 et 9 mars 2019 au PalaLottomatica, Ultimo y interprète ce titre en live pour première fois. Les deux chanteurs reprennent également Grazie Roma et Roma capoccia en duo. Entre-temps, le 25 février 2019, le premier album du chanteur, Pianeti est certifié disque de platine, soit 50 000 copies vendues.
Le 5 avril 2019, Ultimo publie son troisième album, Colpa delle favole, clôturant ainsi la trilogie débutée avec Pianeti et Peter Pan. Dès sa première semaine, l'album se vend à 30 000 exemplaires, dépassant ainsi le seuil de certification du disque d'or ; il atteint le disque de platine la semaine suivante. Dans le même temps, Peter Pan atteint le triple platine. Dans les charts italiens, Colpa delle favole débute à la première place et se maintient à cette position cinq semaines consécutives.

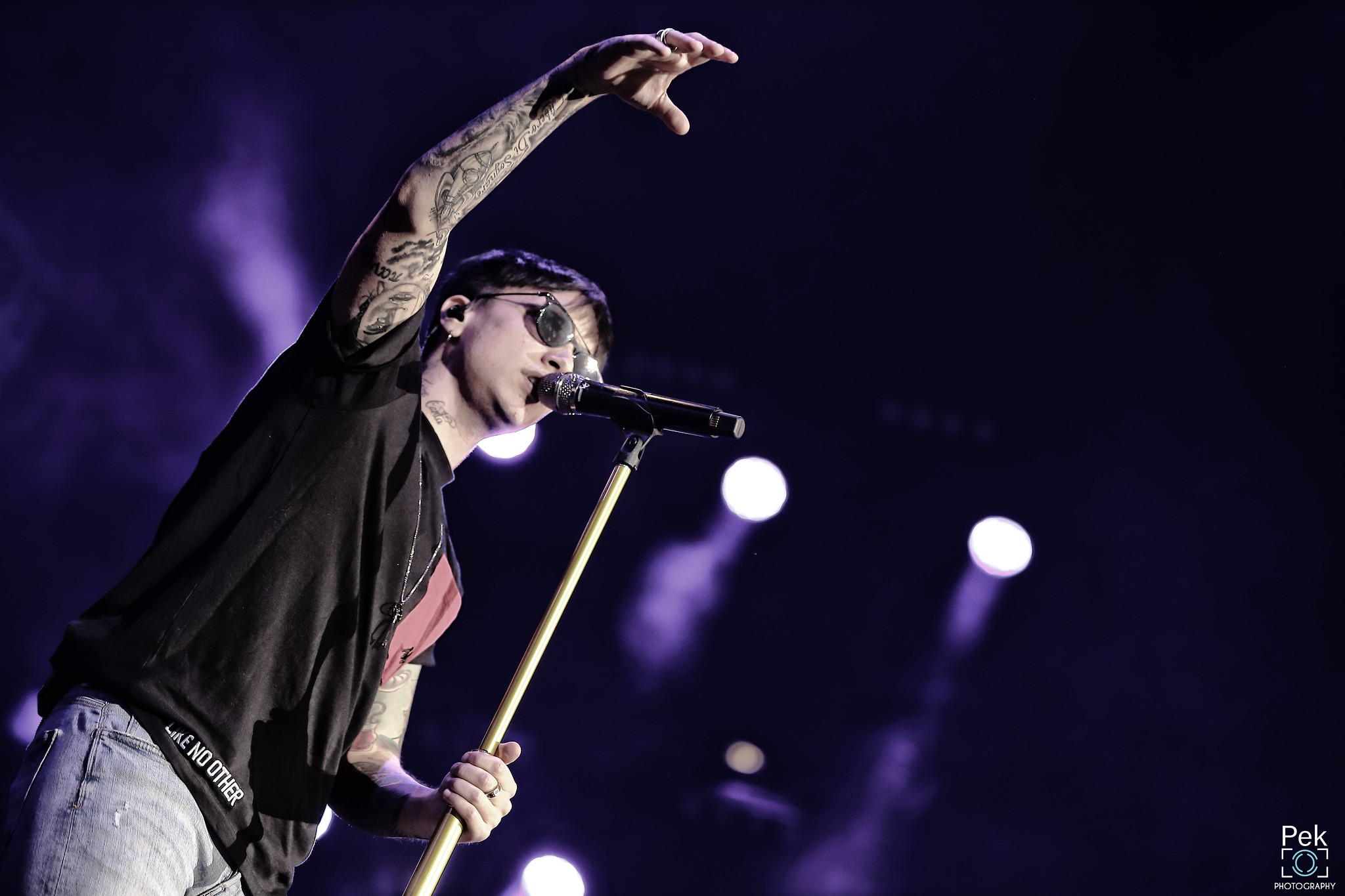
Ultimo lors de son concert au PalaLottomatica, à Rome, le 22 mai 2019.

Le 25 avril est lancé le Colpa delle favole Tour, qui se tient intégralement à guichets fermés, débutant au Palasport de Vigevano,. Lors de sa date au Pala Alpitour de Turin est enregistré le record de spectateurs du lieu, avec 13 127 personnes. Ultimo est alors l'artiste italien le plus jeune à se produire dans les stades du pays. À cette tournée s'ajoute une date le 15 juin à Locarno, en Suisse, à l'occasion du Connection Festival. En juillet, la FIMI annonce qu'Ultimo est le premier artiste vivant à avoir simultanément trois de ses albums dans le Top 10 des disques les plus vendus de l'année en Italie. Au moment de l'annonce Colpa delle favole se classe 1er, Peter Pan 5e et Pianeti 9e.
Le 4 juillet se tient le premier concert du chanteur au stade olympique de Rome, auquel se rendent environ 64 000 spectateurs — 63 316 selon les données de l'Observatoire du Spectacle de la Société italienne des auteurs et éditeurs (SIAE) —, ce qui en fait le 2e concert le plus fréquenté d'Italie en 2019. Ce concert accueille plusieurs artistes invités, tels Antonello Venditti et Fabrizio Moro. Lors du concert, il présente la chanson inédite Poesia per Roma, qui rend hommage à sa ville natale. Le 5 août est publiée la vidéo live de la performance de Piccola stella de ce même concert. Le titre sera extrait en single le 16 août alors qu'il est déjà disque d'or.
Dans le même temps, le chanteur annonce une nouvelle tournée de huit dates dans les grands stades italiens pour l'été 2020, se terminant avec une date au Circus Maximus, à Rome. 120 000 billets sont vendus en 24 heures, dont 30 000 pour la date romaine. En septembre, alors que les concerts de Milan, Florence et Naples sont complets, six nouvelles dates sont ajoutées, dont une supplémentaire dans chacune de ces trois villes. Avec le doublement du concert au Stade San Paolo de Naples, Ultimo devient le premier artiste à s'y produire deux soirs consécutifs,. En octobre, la date au Circus Maximus est complète, avec plus de 70 000 places vendues. Une partie des recettes générées par la tournée est reversée à l'UNICEF pour des projets au Mali. Le 7 novembre, Ultimo est nommé ambassadeur de bonne volonté du comité italien de l'UNICEF « pour sa grande générosité et son engagement passionné pour la défense des « derniers », les enfants les plus défavorisés du monde ».
Le 25 novembre 2019, l'album Pianeti est certifié double disque de platine. Au terme de l'année 2019, Ultimo est l'artiste le plus écouté de l'année sur Spotify en Italie, avec plus de 697 millions d'écoutes et Colpa delle favole se positionne en 3e place des albums les plus écoutés sur la plateforme. De plus, avec environ 371 millions de vues, il est l'artiste le plus populaire de l'année sur YouTube en Italie. Début janvier 2020, la FIMI annonce que Colpa delle favole est l'album le plus vendu en Italie de 2019. Dans ce même classement, Peter Pan termine 4e et Pianeti 11e. Du côté des singles, I tuoi particolari se classe 10e.

### Solo(2019-2022)
Le 12 décembre 2019, Ultimo interprète son nouveau single, et premier titre de son nouvel album, Tutto questo sei tu, lors de la finale de la 13e saison de la version locale de X Factor. Il sort officiellement le lendemain et se classe immédiatement à la première place du classement FIMI. Le 23 décembre, les albums Colpa delle favole et Peter Pan sont certifiés respectivement triple et quadruple disque de platine.
En février 2020, il est le premier chanteur ambassadeur de l'UNICEF à se rendre en mission humanitaire en Afrique et, plus généralement, le premier ambassadeur UNICEF à se rendre au Mali. Le 29 juin, la tournée prévue est reportée à l'été 2021 en raison de la pandémie de Covid-19. En septembre, il quitte le label Honiro pour fonder sa propre maison de disques : Ultimo Records. Son premier single sous ce nouveau label, intitulé 22 settembre, est publié à ladite date : le 22 septembre. Suivront ensuite 7+3 le 22 décembre 2020 et Buongiorno vita le 23 avril 2021. Ce dernier est présenté la veille en avant-première lors du concert virtuel Buongiorno vita - L'evento, un concert piano voix en streaming, diffusé en direct depuis le Colisée. L'événement bat le record du nombre de billets vendus en Italie pour un concert retransmis en ligne. Le 27 mai 2021, la tournée des stades est reportée pour la seconde fois, étant désormais prévue pour l'été 2022. En juin le chanteur dépasse le milliard d'écoutes sur Spotify, devenant ainsi le plus jeune artiste italien à atteindre ce palier.
Le 22 octobre 2021, Ultimo sort son quatrième album, Solo, qui débute à la première place du classement FIMI, obtient le disque d'or en une semaine et le platine en un mois, réalisant le meilleur lancement des ventes de 2021 en Italie. Le 10 décembre sort un nouveau single, Supereroi, faisant partie de la bande originale du film du même nom de Paolo Genovese. Le clip, publié sur YouTube, est consitué d'images du films avec les acteurs Alessandro Borghi et Jasmine Trinca.
En janvier 2022, la FIMI annonce qu'Ultimo est l'artiste présent au sein du classement depuis le plus longtemps (149 semaines), avec un record de quatre albums classés simultanément,. En effet, au classement annuel de 2021, Solo termine 14e, Colpa delle favole 48e, Peter Pan 69e et Pianeti 90e.
Le 25 mars 2022 sort Solo - Home Piano Session, réédition de Solo, contenant 6 titres de la version initiale réarrangés en version acoustique piano voix et le titre inédit Equilibrio mentale. L'album est publié en version physique en édition limitée de 5 000 copies et est certifié disque de platine le 4 avril. Ultimo collabore ensuite avec Ed Sheeran pour la version italienne du titre 2step, extrait de l'album =, et publiée 6 mai.

### Les tournées, la participation à Sanremo etAlba(2022-2023)
Le 25 mai 2022, Ultimo sort le premier single extrait de son cinquième album : Vieni nel mio cuore. Le 5 juin, le chanteur lance sa tournée Ultimo Stadi 2022 par un concert au stade de Bibione, après qu'elle a été reportée par deux fois en raison de la pandémie de Covid-19. La tournée compte 15 dates, dont 11 complètes, et totalise plus de 600 000 places vendues,. Lors de cette tournée, Ultimo devient le premier chanteur à remplir le Stade San Paolo de Naples deux soirées consécutives. Le concert au Circus Maximus totalise, selon la SIAE, 70 151 spectateurs à lui seul, ce qui en fait le 6e concert de la période de janvier à septembre 2022 en termes de spectateurs,.
Le 31 août 2022, lors de Power Hits Estate 2022, il reçoit le prix Power Hits Platino pour être le plus jeune chanteur italien à s'être produit en tournée dans les stades d'Italie. Le 9 septembre, à l'occasion des TIM Music Awards, il reçoit quatre prix. Le premier est pour son album Solo, certifié multiplatine par la FIMI. Les trois autres sont attribués pour sa tournée Ultimo Stadi 2022 : le prix spécial Assomusica, pour le succès de la tournée ; et le Tim Music Awards ainsi que le Billet de Diamant, tous deux attribués pour la certification diamant de sa tournée par la SIAE pour avoir dépassé 600 000 spectateurs. 
Le 4 décembre 2022 est annoncée sa participation au Festival de Sanremo 2023. Il y participe avec sa chanson Alba, sortie le 8 février 2023. Au terme de la compétition, il se classe quatrième, derrière Marco Mengoni, Lazza et Mr. Rain. Le 17 février, il sort son cinquième album, lui aussi intitulé Alba. À sa sortie, il se classe en tête du classement et est certifié disque d'or après une semaine. Le 30 mai sort, sur Prime Video, le documentaire Ultimo - Vivo coi sogni appesi, centré sur la vie et le parcours du chanteur,,.
Le 1er juillet 2023, le chanteur lance sa tournée Ultimo Stadi 2023 - La favola continua..., tournée de six concerts, dont trois au stade olympique de Rome,,. Au total, 342 532 places sont vendues, dont environ 195 000 pour les trois dates à Rome et 120 532 pour les deux dates à Milan. Le 21 juillet est publié l'EP Ultimo Live Stadi 2023, constitué des versions live de cinq titres tirés de l'album Alba, ainsi que du titre inédit Paura mai.

### Altrove(depuis 2023)
Le 1er décembre 2023 est publié Occhi lucidi, premier single extrait d'un nouvel album. Pour Noël, Ultimo décide de céder à l'UNICEF les droits de la chanson de Noël Non lasciare le mie mani, qu'il a écrite et composée pour un chœur d'enfants. Les recettes de la chanson serviront à soutenir les enfants dans les situations d’urgence et de conflit.
Le 22 mars 2024 sort la chanson L'ultima poesia, single en collaboration avec le rappeur Geolier, interprétée en napolitain. Le titre se place en tête du classement FIMI dès la semaine de sa sortie. Le 10 mai est publié le single Altrove, suivi, une semaine plus tard de l'album du même nom. Le 17 mai est inauguré, dans le quartier natal du chanteur à Rome, le Parchetto di Ultimo, pour lequel le chanteur a donné neuf bancs. Une plaque y est également apposée en son honneur, le parc étant le sujet même de la chanson Altrove,.
Le 2 juin 2024 débute la tournée Ultimo Stadi 2024 - La favola continua... depuis le stade Nereo Rocco de Trieste. Avec cette tournée, qui compte dix dates dont trois au stade olympique de Rome, le chanteur se sera produit 33 fois dans les stades italiens en cinq ans et atteint le million de spectateurs payants. Le 21 juin, à la veille de la première date au stade olympique de Rome, le chanteur reçoit, de la part de la SIAE, une plaque contenant la partition du titre Alba « en reconnaissance de son extraordinaire talent d'auteur et d'artiste ». Au terme de cette tournée, le chanteur annonce la suivante, prévue pour l'été 2025 et pour laquelle 100 000 billets sont vendus en 30 minutes.
Le 23 novembre 2024, Ultimo reçoit le prix SIAE 2024 du « Meilleur auteur de moins de 35 ans », attribué en fonction des droits d'auteurs reversés et payés en 2024. Le 27 novembre, le chanteur publie le single La parte migliore di me, dédié à son premier enfant,.

## Vie privée
Depuis 2021, le chanteur est en relation avec Jacqueline di Giacomo, fille de la danseuse et chanteuse Heather Parisi (en). Jacqueline apparaît par ailleurs dans le clip de la chanson Altrove. Le premier enfant du couple naît le 30 novembre 2024.

## Style et influences
À ses débuts, le chanteur se qualifie de « cantautorap » pour décrire sa musique, à mi-chemin du rap (et du hip-hop en général) et de la chanson italienne dite « cantautorato ». Ce style est particulièrement évient dans ses deux premiers albums, Pianeti et Peter Pan, où se mêlent pop et hip-hop. La chanson Il ballo delle incertezze, avec laquelle Ultimo se fait connaître au grand public lors du Festival de Sanremo 2018, est décrite par l'artiste comme « trois chansons en une : piano et voix d'auteur-compositeur, voix pop et strophe rap ». Cependant, dans le troisième album, Colpa delle favole, l'influence rap n'apparaît plus que dans un seul morceau : Aperetivo grezzo, dans lequel le rap se mélange également au reggae.
À plusieurs occsasions, Ultimo indique prendre comme références les principaux auteurs-compositeurs-interprètes italiens, en particulier ceux de l'école romaine. Il cite en particulier Lucio Dalla, Antonello Venditti, Francesco De Gregori, Cesare Cremonini, Vasco Rossi, Renato Zero, Fabrizio Moro et Claudio Baglioni,. Ultimo cite plusieurs chansons spécifiques, notamment Lo stambecco ferito, Sora Rosa et Stella d'Antonello Venditti ; Toffee et Sally de Vasco Rossi, chanteur dont il a repris Vita spericolata et Albachiara lors de certains de ses concerts. Le lien étroit entre la tradition romaine d'écriture et de composition apparaît particulièrement dans le single Fateme cantà, dont le texte est intégralement en dialecte romanesco, avec un clip vidéo dans lequel Antonello Venditti apparaît.

## Discographie
Album studio
- 2017 – Pianeti
- 2018 – Peter Pan
- 2019 – Colpa delle favole
- 2021 – Solo
- 2023 – Alba
- 2024 – Altrove

EP
- 2023 – Ultimo Live Stadi 2023

## Récompenses
- Festival de Sanremo 2018 :
  - Gagnant de la catégorie Nuove Proposte avec  Il ballo delle incertezze ;
  - Prix Lunezia pour « la valeur musico-littéraire de la chanson » Il ballo delle incertezze, dans la catégorie Nuove Proposte ;
  - Prix RTL 102.5 de la meilleure chanson radiophonique pour Il ballo delle incertezze.
- Wind Music Awards 2018 (it)[169] :
  - Prix CD Platine pour l'album Peter Pan.
- Festival de Sanremo 2019 :
  - Prix TIMmusic pour I tuoi particolari
  - Prix RTL 102.5 de la meilleure chanson radiophonique pour I tuoi particolari.
- SEAT Music Awards 2019 (it)[170] :
  - Prix SEAT Music Awards pour le meilleur disque Colpa delle favole ;
  - Prix SEAT Music Awards pour le meilleur single I tuoi particolari ;
  - Prix SEAT Music Awards pour le meilleur live ;
  - Prix des producteurs musicaux indépendants (PMI) « pour avoir contribué au développement de nouvelles tendances musicales italiennes » ;
  - Prix SIAE en réfénrece à sa première partition, Parlo ad un amico di te, présentée par le chanteur à la SIAE le 9 juin 2011, à l'âge de seulement 15 ans[171].
- Power Hits Estate (it) 2022 :
  - Prix Power Hits Platino pour être le plus jeune chanteur italien à se produire en tournée dans les stades[126].
- TIM Music Awards 2022 (it)[172],[127]
  - Prix TIM Music Awards pour la tournée Ultimo Stadi 2022, certifiée Diamant par la SIAE pour avoir dépassé 600 000 spectateurs ;
  - Prix Assomusica pour le succès de la tournée Ultimo Stadi 2022 ;
  - Prix TIM Music Awards pour l'album Solo, certifié multiplatine par la FIMI ;
  - Prix Biglietto di Diamante pour les plus de 600 000 spectateurs de la tournée Ultimo Stadi 2022.
- Autres :
  - 2024 : Prix SIAE en référence à la partition du single Alba « en reconnaissance de son extraordinaire talent d'auteur et d'artiste »[153].